# 馮世熙
馮世熙（？—？），字见虞，直隶保定府祁州束鹿縣人。

## 生平
天啓五年（1625年）乙丑科進士，刻苦自治，任户部监督太仓主事，以清慎改吏部主事，孤介中立，守正不阿，中贵用事，有以私干者，熙视之如无人。卒于官，邸中惟老仆二人，为之奉香火，同僚经济其丧，始得归。